# Elsa Lanchester
Elizabeth Lanchester Sullivan (ur. 28 października 1902 w Londynie, zm. 26 grudnia 1986 w Los Angeles) – brytyjska aktorka, dwukrotnie nominowana do Oscara za role drugoplanowe.

## Życiorys
Elsa Lanchester urodziła się na przedmieściach Londynu jako córka Jamesa „Shamusa” Sullivana (1872-1945) i Edith „Biddy” Lanchester (1871-1966). Oboje rodzice byli zaangażowani w sprawy polityki socjalistycznej. Miała starszego o 5 lat brata – Waldo Lanchestera Sullivana, który był lalkarzem i posiadał teatr lalek w Brighton.
Elsa w wieku 10 lat pobierała nauki tańca u samej Isadory Duncan w jej szkole – Bellevue School w Paryżu w roku 1912. Debiutowała w 1922 roku w sztuce Thirty Minutes in a Street na West Endzie. W kinie debiutowała w roku 1927 w obrazie One of the Best. Kilka lat później w 1929 roku poślubiła aktora Charlesa Laughtona.
W 1932 roku Elsa Lanchester podpisała kontrakt z wytwórnią Metro-Goldwyn-Mayer. Wystąpiła w filmie Alexandra Kordy Prywatne życie Henryka VIII u boku męża. On grał Henryka VIII, ona jego czwartą żonę Annę z Kleve. Jej kariera nabrała tempa. Wystąpiła w tytułowej roli w filmie Narzeczona Frankensteina, jednak jej nazwisko nie zostało wymienione przed tytułem filmu.
Po filmach Lassie wróć, Żona biskupa i Ostrze brzytwy dostała rolę w filmie Przyjdź do stajni u boku Loretty Young i Celeste Holm. Została nominowana do Oscara za najlepszą drugoplanową rolę kobiecą. Jednak jej kariera filmowa załamała się, więc Elsa postanowiła występować w teatrze.
Do kina powróciła w 1958 rolą w filmie Świadek oskarżenia znów u boku męża. I znów została nominowana do Oscara, lecz nagrody nie zdobyła. W następnych latach grywała role drugoplanowe i epizody w serialach. Wystąpiła również w filmie Disneya Mary Poppins u boku Julie Andrews.
W 1962 roku zmarł mąż Elsy Charles Laughton. Po jego śmierci Elsa napisała wspomnienia, w których ujawniła, że jej mąż nie chciał mieć z nią dzieci, gdyż był gejem, a ona sama na początku kariery dwa razy poddała się aborcji.
Niedługo po wydaniu swojej autobiografii, zdrowie Lanchester pogorszyło się. W ciągu 30 miesięcy, doznała dwóch udarów mózgu, stając się całkowicie ubezwłasnowolniona i wymagała stałej opieki. Była obłożnie chora. W marcu 1986 roku Motion Picture Television Fund wyceniło jej majątek na 900 000 dolarów.
Elsa Lanchester zmarła w wieku 84 lat na zapalenie oskrzeli w swoim domu w dzielnicy Los Angeles – Woodland Hills. Ciało zostało poddane kremacji 5 stycznia 1987, a prochy rozsypano nad Oceanem Spokojnym.

## Filmografia
- 1927: One of the Best jako Kitty
- 1928: Blue Bottles jako Elsa
- 1928: Daydreams jako lady
- 1931: Żona Potifara jako Therese
- 1933: Prywatne życie Henryka VIII jako Anna Kliwijska, żona Henryka VIII
- 1935: David Copperfield jako Clickett
- 1935: Kapryśna Marietta jako madame d’Annard
- 1935: Narzeczona Frankensteina jako Narzeczona Frankensteina
- 1935: Upiór na sprzedaż jako panna Shepperton
- 1936: Dama z portretu jako Hendrickje Stoffels
- 1939: Vessel of Wrath jako Martha Jones
- 1941: Ladies in Retirement jako Emily Creed
- 1942: Historia jednego fraka jako Elsa Smith
- 1943: Forever and a Day jako Mamie, pokojówka w hotelu
- 1943: Lassie, wróć! jako Mrs. Carraclough
- 1945: Kręte schody jako pani Oates
- 1946: Ostrze brzytwy jako panna Keith
- 1947: Żona biskupa jako Matilda
- 1948: Wielki zegar jako Louise Patterson
- 1949: Rewizor jako Maria
- 1949: Tajemniczy ogród jako Martha
- 1950: Frenchie jako hrabina
- 1952: Nędznicy jako pani Magloire
- 1952: Androkles i lew jako Megaera
- 1953: The Girls of Pleasure Island jako Thelma
- 1954: Wielki cyrk jako Lida O’Reilly
- 1955: Szklany pantofelek jako Wdowa Sonder
- 1957: Świadek oskarżenia jako panna Plimsoll
- 1958: Czarna magia na Manhattanie jako Ciotka Queenie Holroyd
- 1960: Spotkanie z Alfredem Hitchcockiem jako Aggie McGregor
- 1962: Hotel Miesiąc Miodowy jako pokojówka
- 1963–1964: Prawo Burke’a (2 odcinki, różne role)
- 1964: Mary Poppins jako Katie Nanna
- 1964: Przyjęcie jako Ciocia Wendy
- 1965: Koci detektyw jako Kipp MacDougall
- 1967: Łatwo przyszło, łatwo poszło jako madame Neherina
- 1968: Duch Blackbearda jako Emily Stowecroft
- 1969: Ja, Natalia jako panna Dennison
- 1971: Szczury jako Henrietta Stiles
- 1973: Arnold jako Hester
- 1975: Terror in the Wax Museum  jako Julia Hawthorn
- 1976: Zabity na śmierć jako Jessica Marbles
- 1978: Where’s Poppa? jako Momma Hocheiser
- 1980: Umrzeć ze śmiechu jako Sophie

## Nagrody
- Złoty Glob Najlepsza aktorka drugoplanowa: 1958 Świadek oskarżenia